# Руфилло из Форлимпополи
Руфилло (IV—V века) — святой епископ Форлимпополийский. День памяти — 18 июля.

## Биография
Святой Руфилло был первым епископом Форлимпополийским. Согласно преданию, вместе со святым Меркуриалием, епископом Форлийским, он избавил эти два города от дракона. Иногда считают, что таким образом изображается их победа над арианской ересью, в битве против которой они участвовали совместно со святым Львом, епископом Монтефельтро, святым Гауденцием, епископом Римини, святым Пётром Хрисологом, архиепископом Равенны, и святым Геминианом, епископом Модены.
Святой Руфилло скончался в возрасте 90 лет в начале V века.

## Почитание
Насчитывают тринадцать Средневековых церквей, посвященных св. Руфилло. Среди многих церквей, посвященных святому, самой древней древней является церковь в Форлимпополи, городская базилика. Возникшая в VI веке и вошедшая в X веке в бенедиктинский монастырь, она хранит под своим алтарём ядро раннехристианского храма.
В 1964 году мощи святого были возвращены в базилику его имени в Форлимпополи из Форли.
Согласно Римскому Мартирологу на 18 июля:
«A Forlimpopoli in Romagna, san Ruffillo, vescovo, che si ritiene abbia per primo governato questa Chiesa e condotto l’intera popolazione rurale a Cristo».